# Glen Rock (Pennsylvanie)
Glen Rock est un borough situé au sud du comté de York, en Pennsylvanie, aux États-Unis,. En 2010, il comptait une population de 2 025 habitants, estimée au 1er juillet 2020 à 2 057 habitants.Le borough est fondé en 1798 et incorporé le 3 septembre 1859.

## Démographie
Lors du recensement de 2010, le borough comptait une population de 2 025 habitants. Elle est estimée, en 2020, à 2 057 habitants.